# 8249 Gershwin
8249 Gershwin este o planetă minoră (asteroid), cu un diametru de 7,108 km, din centura de asteroizi. A fost descoperită pe 13 aprilie 1980 la Observatorul Kleť de Antonín Mrkos și a fost numită după George Gershwin. 
Obiectul prezintă o orbită caracterizată de o semiaxă mare de 2,3817649 UAi, o excentricitate de 0,18, o înclinație de 6,10203 ° în raport cu ecliptica.